# Route 2 (Saskatchewan)
Pour les articles homonymes, voir Route 2.

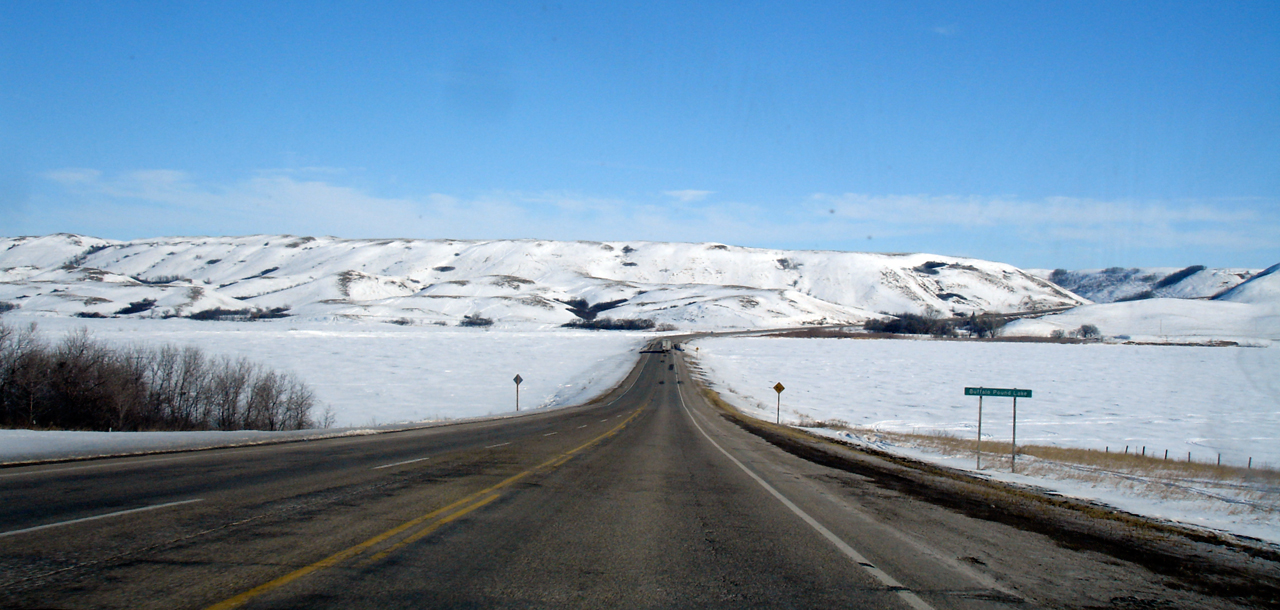
La route 2 entre Moose Jaw et Chamberlain

La route 2 est une route provinciale de la Saskatchewan au Canada. Avec une longueur totale de 809 km, il s'agit de la plus longue route de la province. Elle comprend des portions avec des voies divisées et non divisées. La route 2 est une route importante sur l'axe nord–sud dont l'extrémité sud se rend à frontière entre le Canada et les États-Unis. Elle traverse les villes principales de Moose Jaw et de Prince Albert. Entre les localités de Chamberlain (en) et Findlater, elle chevauche la route 11. L'extrémité nord de la route 2 est située à La Ronge où elle continue vers le nord en tant que la route 102 (en).